# Joseph Bermond
Pour les articles homonymes, voir Bermond.
 (février 2020).
Si vous disposez d'ouvrages ou d'articles de référence ou si vous connaissez des sites web de qualité traitant du thème abordé ici, merci de compléter l'article en donnant les références utiles à sa vérifiabilité et en les liant à la section « Notes et références ».
Alexis-Joseph Bermond est un homme politique et notaire français (né le 11 novembre 1853 à Valbonne - mort le 18 mai 1957 à Valbonne).

## Biographie
Notaire dès 1879, licencié en droit, il a présidé la Chambre des notaires de Grasse et occupé le poste de secrétaire du Congrès des notaires de France. En 1904, il devient officier de la fonction publique.
Amateur de vers en provençal, il a obtenu 27 médailles dans divers concours poétiques.
Élu maire de Valbonne en 1900 pour mettre fin à 15 ans de divisions politiques dans la ville, il met en place de nombreux chantiers : la société mixte de tir, le syndicat agricole, l'adduction d'eau du Foulon, l'assainissement, l'embellissement et l'éclairage de la ville, le tramway de Cannes au Bar en passant par Valbonne.
Le conseil municipal donna son nom à la rue où se trouvait sa maison, malgré son opposition.
Républicain confirmé, il est élu président du Conseil général des Alpes-Maritimes en 1931.
Ses discours, prononcés au Conseil général des Alpes-Maritimes entre 1918 et 1936, ont été réunis dans un recueil intitulé Pages d'Histoire Contemporaine 1918-1936.
Il meurt en 1957 à l'âge de 103 ans.

## Mandats
- 1902 : Conseiller d'arrondissement du Bar.
- 1902 : Conseiller général du Canton du Bar-sur-Loup.
- 1900-1936 : Maire de Valbonne.
- 1931-1932 : Président du Conseil général des Alpes-Maritimes.